# Anacolosa frutescens
Anacolosa frutescens, também conhecido como galonut é uma planta da família Olacaceae. O epíteto específico frutescens  é do latim frutex que significa "arbusto".

## Distribuição e habitat
A anacolosa frutescens cresce naturalmente na Birmânia, nas ilhas Andaman e Nicobar, na Tailândia, na Malásia peninsular e na Malásia ocidental, até às Molucas. O seu habitat localiza-se em florestas mistas de dípteros, às vezes florestas de pântanos e florestas de pântanos, ocasionalmente florestas submontanas, do nível do mar até cerca de 1100 metros de altitude.